# Memoriale per gli ebrei assassinati d'Europa

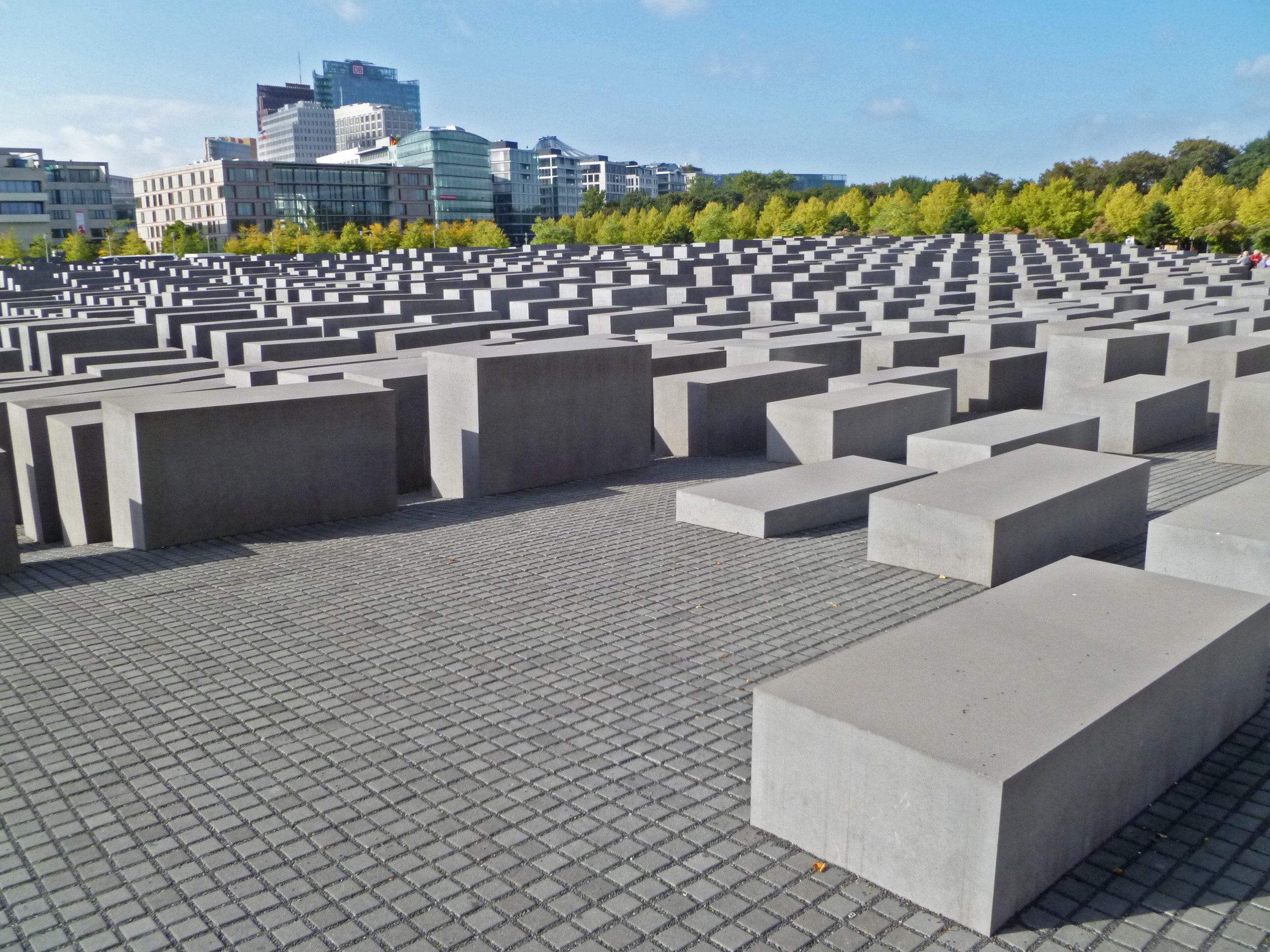
Disposizione delle stele del memoriale

Il Memoriale per gli ebrei assassinati d'Europa (in tedesco Denkmal für die ermordeten Juden Europas), conosciuto anche come Memoriale dell'Olocausto (o, meglio, Memoriale della Shoah) (in tedesco: Holocaust-Mahnmal), è un memoriale situato nel quartiere Mitte di Berlino, progettato dall'architetto Peter Eisenman, assieme all'ingegnere Buro Happold, per commemorare le vittime della Shoah. Il Memoriale è composto da un campo di 2 711 stele e accoglie ogni anno al Centro d'Informazione più di 500 000 visitatori provenienti da ogni nazione.

## Storia

### Ideazione e realizzazione
Tra il 1988 e il 1989 numerose personalità, quali Lea Rosh, Willy Brandt, Günter Grass e Christa Wolf, sottoscrissero un appello per la realizzazione di un monumento nel centro della città di Berlino per ricordare lo sterminio degli ebrei in Europa. Nel 1994 vi fu un primo concorso pubblico per la progettazione del monumento, che terminò tuttavia senza una definitiva assegnazione.

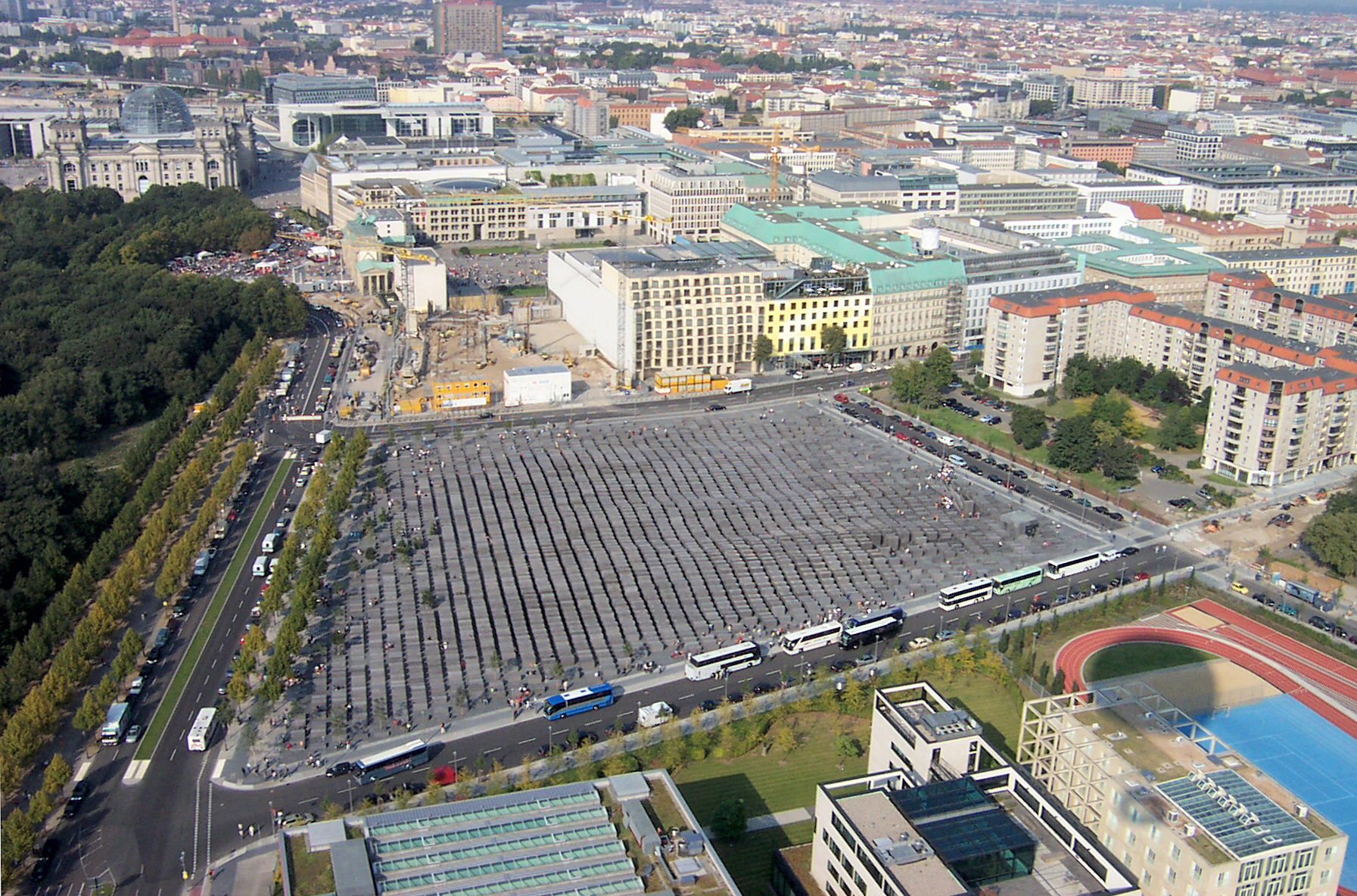
Veduta aerea del campo di stele del Memoriale composto da 2 711 blocchi di cemento posti su una superficie di

Nel 1997 ci fu un nuovo concorso pubblico, al quale vennero direttamente invitati numerosi artisti e architetti di fama mondiale; nonostante anche il cancelliere Helmut Kohl si fosse pronunciato a favore del progetto di Peter Eisenman, la votazione finale venne ritardata a causa delle elezioni politiche del Bundestag, che approvò la realizzazione del memoriale il 25 giugno 1999.
Il 1º aprile 2003 cominciarono ufficialmente i lavori, che si conclusero il 15 dicembre 2004 con la posa dell'ultima stele. L'inaugurazione del monumento si tenne il 10 maggio 2005, due giorni prima dell'apertura al pubblico. Il costo approssimativo del complesso è stato di venticinque milioni di euro.

### Dal 2009, in memoria anche delle categorie dimenticate dell'olocausto
La Fondazione del Memoriale, dal 3 luglio 2009, dopo una modifica di legge del Bundestag, sovrintende anche ai monumenti in memoria 
di alcune categorie dimenticate dell'olocausto, e specificatamente, quelli relativi alla persecuzione nazista dei sinti, dei rom e degli omosessuali.
Già dal 12 dicembre 2003 il Bundestag (il parlamento federale tedesco) aveva approvato una risoluzione per costruire un Memoriale agli omosessuali che recitava:
(Testo della risoluzione)

## Struttura
Il monumento è stato edificato nell'area originariamente occupata dal palazzo e dalle proprietà di Joseph Goebbels e occupa l'intera superficie dell'isolato tra le Ebertstraße, Behrenstraße, Cora-Berliner-Straße e Hannah-Arendt-Straße; consiste in una superficie di  19073 m² occupata da 2 711 stele in calcestruzzo colorate di grigio scuro, organizzate secondo una griglia ortogonale, totalmente percorribile al suo interno dai visitatori. Le stele sono tutte larghe 2,375 m e lunghe 95 cm, mentre l'altezza varia da 0,2 a 4 m. Dalla vista esterna appaiono tutte di altezze simili, ma, poggiando su di un fondo variamente inclinato, le più basse lungo il perimetro esterno "fagocitano" gradualmente il visitatore che si addentra fra esse. In base al testo di progetto di Eisenman, infatti, le stele sono realizzate per disorientare e l'intero complesso intende rappresentare un sistema teoricamente ordinato, che fa perdere il contatto con la ragione umana in un'angosciante solitudine.

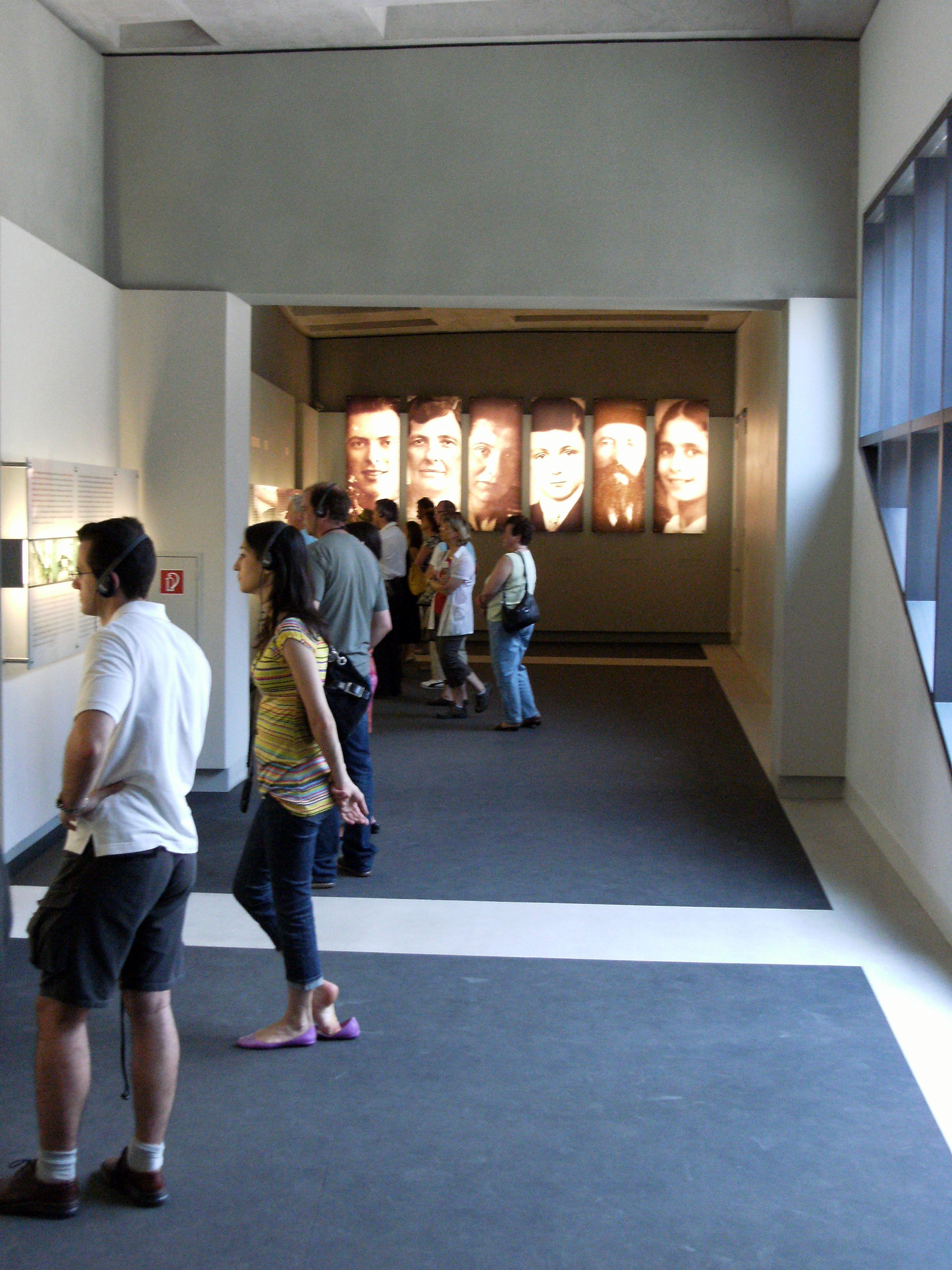
L'ingresso alla "mostra permanente" del "Centro d'Informazione" del Memoriale. I sei grandi ritratti vogliono simboleggiare i sei milioni di ebrei uccisi nell'Olocausto

Nell'angolo sud-est dell'area delle stele si ha accesso al sotterraneo (Centro di documentazione degli ebrei morti nella Shoah), con ingresso gratuito, dove è possibile seguire un percorso che tratta simbolicamente le vicende personali e i destini di alcune vittime dell'Olocausto attraverso citazioni, immagini e voci di testimoni.

### Sale
Nella prima sala viene riassunta la storia della politica nazionalsocialista dello sterminio dal 1933 al 1945 attraverso testi e fotografie. Si passa poi alla Sala delle dimensioni, nella quale, disposte ordinatamente sul pavimento, vengono riportate quindici testimonianze autentiche di uomini e donne ebrei durante la persecuzione e rinvenute in varie forme (messaggi lanciati dai treni della deportazione, lettere, ecc.). Alle pareti, le cifre delle vittime dell'Olocausto suddivise per nazione.

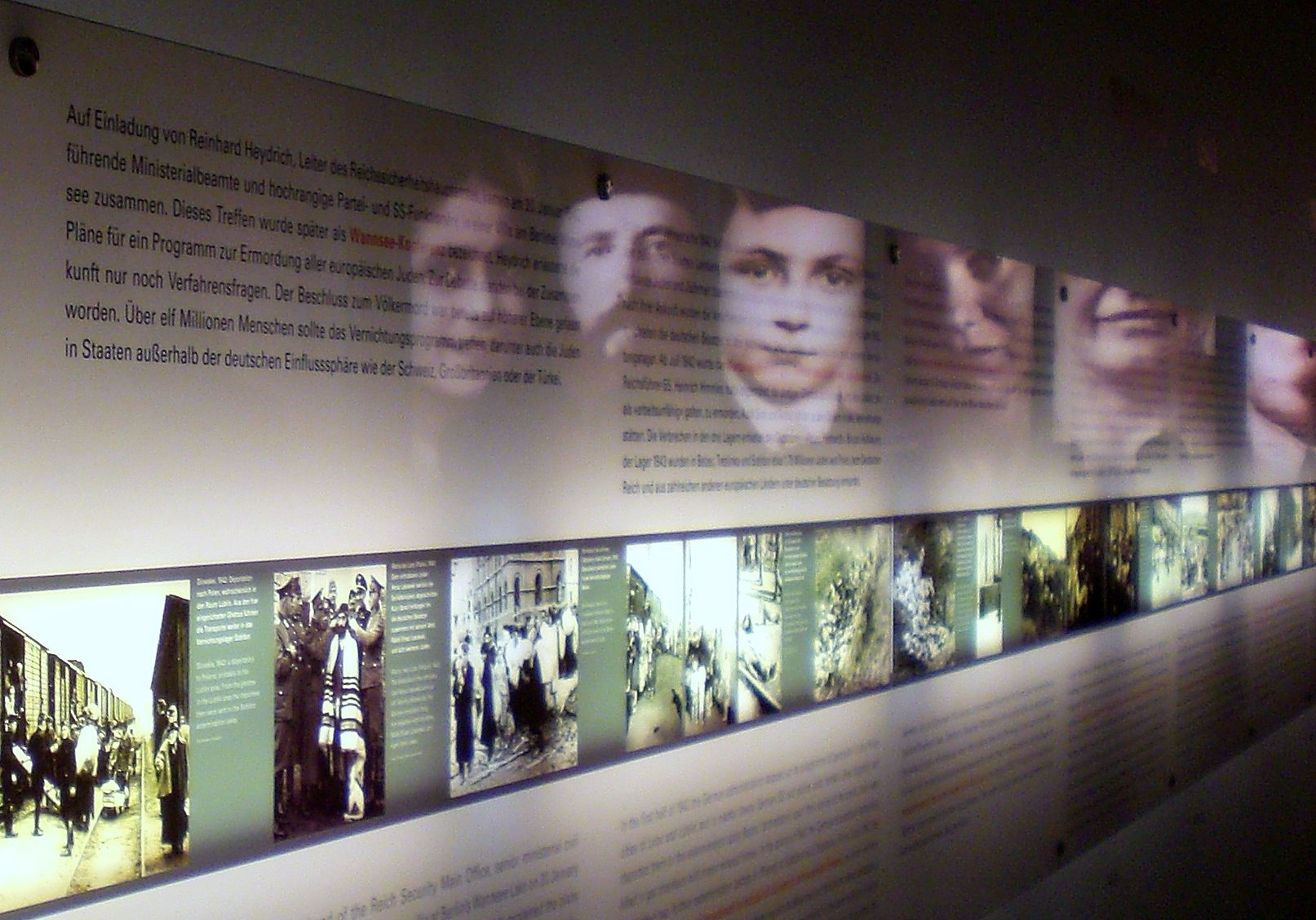
Una delle sale del Centro d'Informazione

Nella Sala delle famiglie, quindici grandi pannelli riportano le origini, gli stili di vita, la cultura e il destino di altrettante famiglie ebree di tutta l'Europa caduta sotto il dominio nazista, corredati da fotografie e documenti personali. La Sala dei nomi è invece una sala vuota, nella quale vengono proiettati sulle quattro pareti e letti ad alta voce in più lingue i nomi e una breve biografia di ciascuna delle vittime ebree conosciute dello sterminio in Europa; nonostante la lista sia largamente incompleta, la sua lettura completa richiede un tempo di 6 anni, 7 mesi e 27 giorni.
Nel foyer adiacente alla sala, è possibile accedere alla banca dati del Memoriale di Yad Vashem, che mette a disposizione i dati di oltre tre milioni di perseguitati per ricerche personali.
Alle pareti della Sala dei luoghi, pannelli che descrivono con testi e immagini i principali luoghi dello sterminio. Inoltre, schermi sui quali vengono proiettati filmati commentati 220 episodi e luoghi di deportazione e sterminio in tutta Europa. In nicchie lungo le pareti, telefoni dai quali è possibile ascoltare la descrizione e la storia dei campi della morte. Nella sala conclusiva, detta Portale dei memoriali il visitatore può usufruire di terminali informatici che aggiornano riguardo agli istituti di ricerca sull'olocausto e alle manifestazioni che si svolgono nei luoghi storici.

## Collegamenti coi mezzi
- S-Bahn Unter den Linden e Potsdamer Platz (linee S1, S2 e S26).
- U-Bahn Potsdamer Platz e Mohrenstraße (linea U2).
- Bus linee 100, 123, 148, 200, M41, TXL.

## Galleria d'immagini

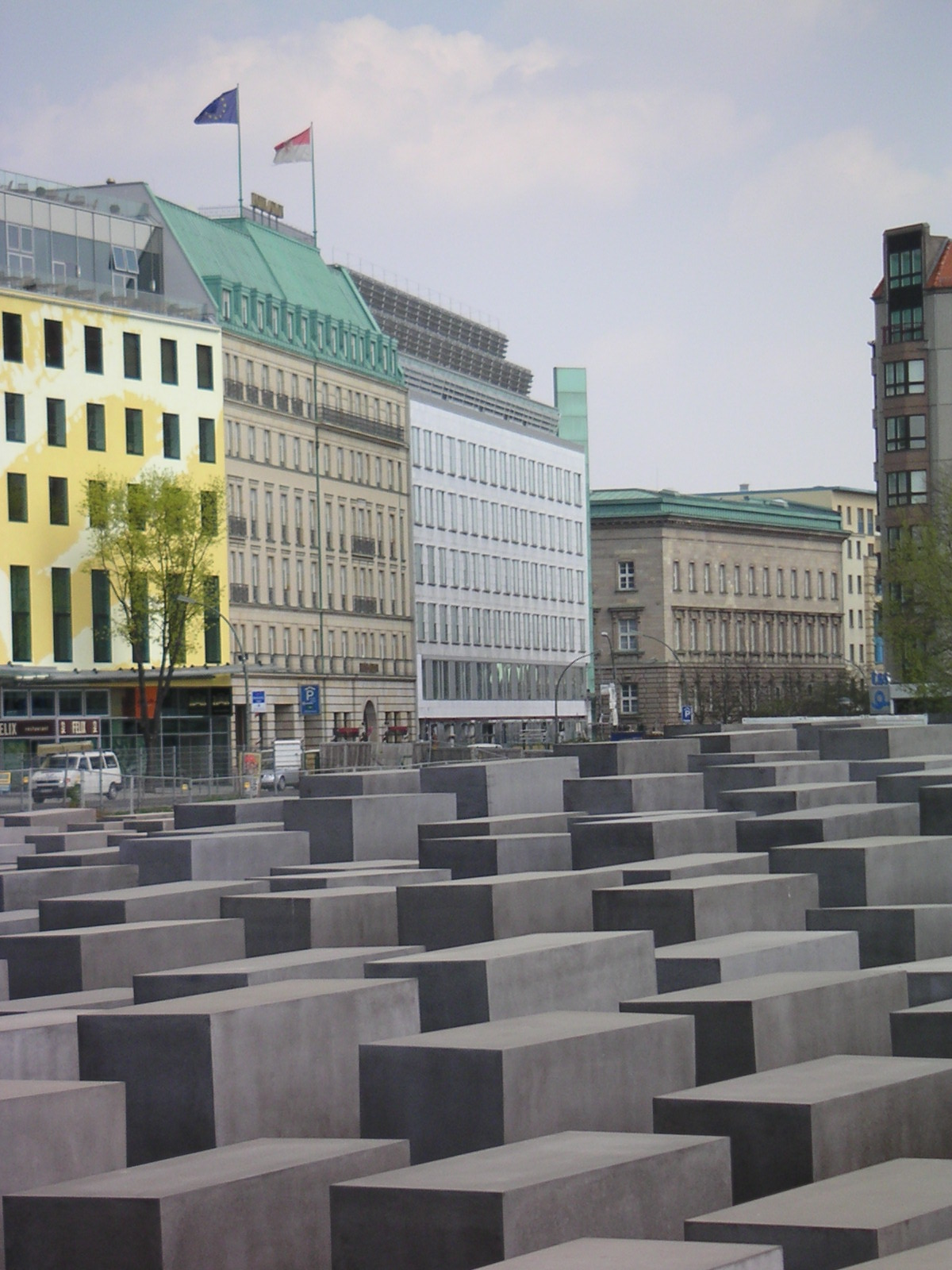
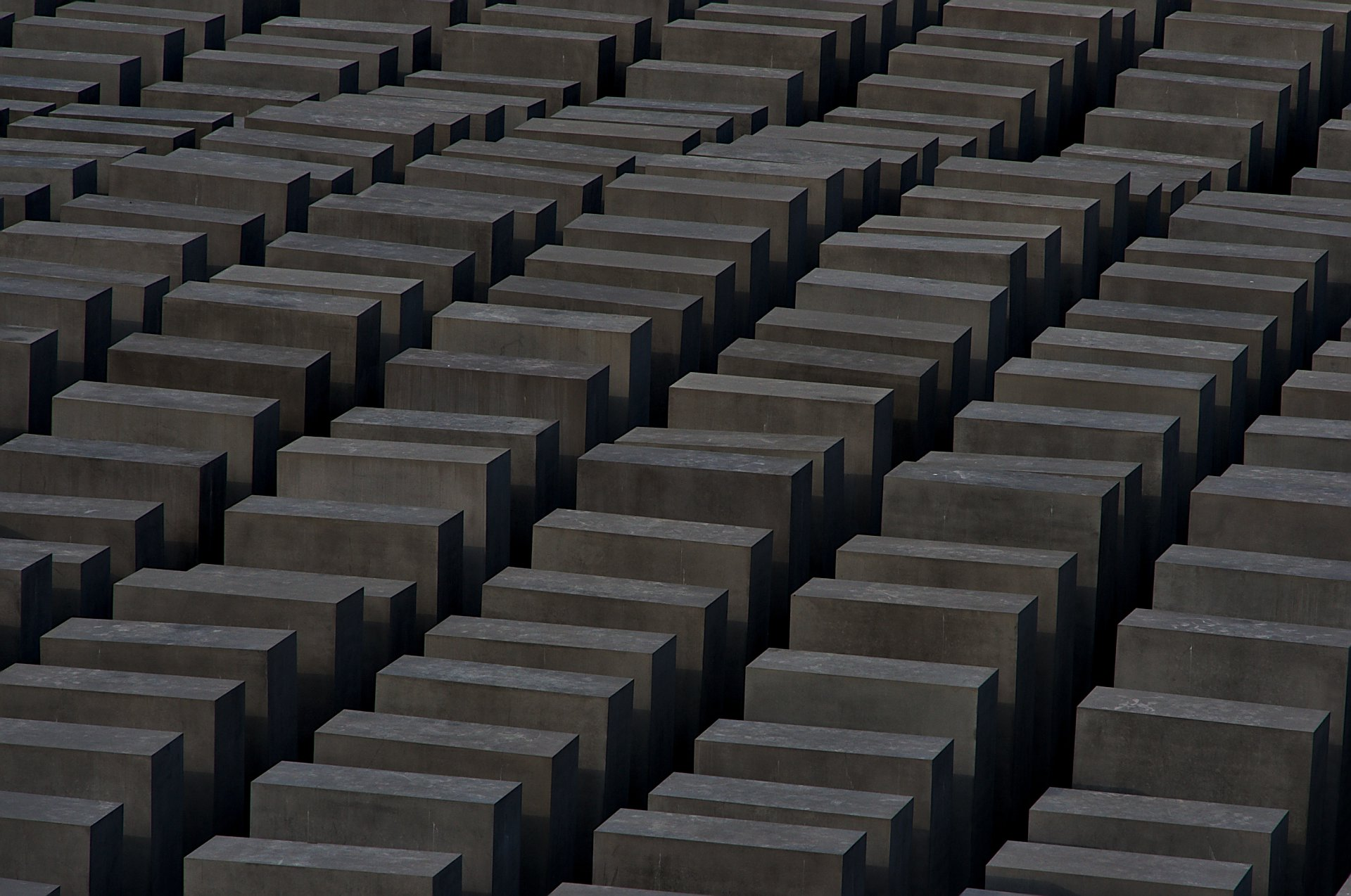
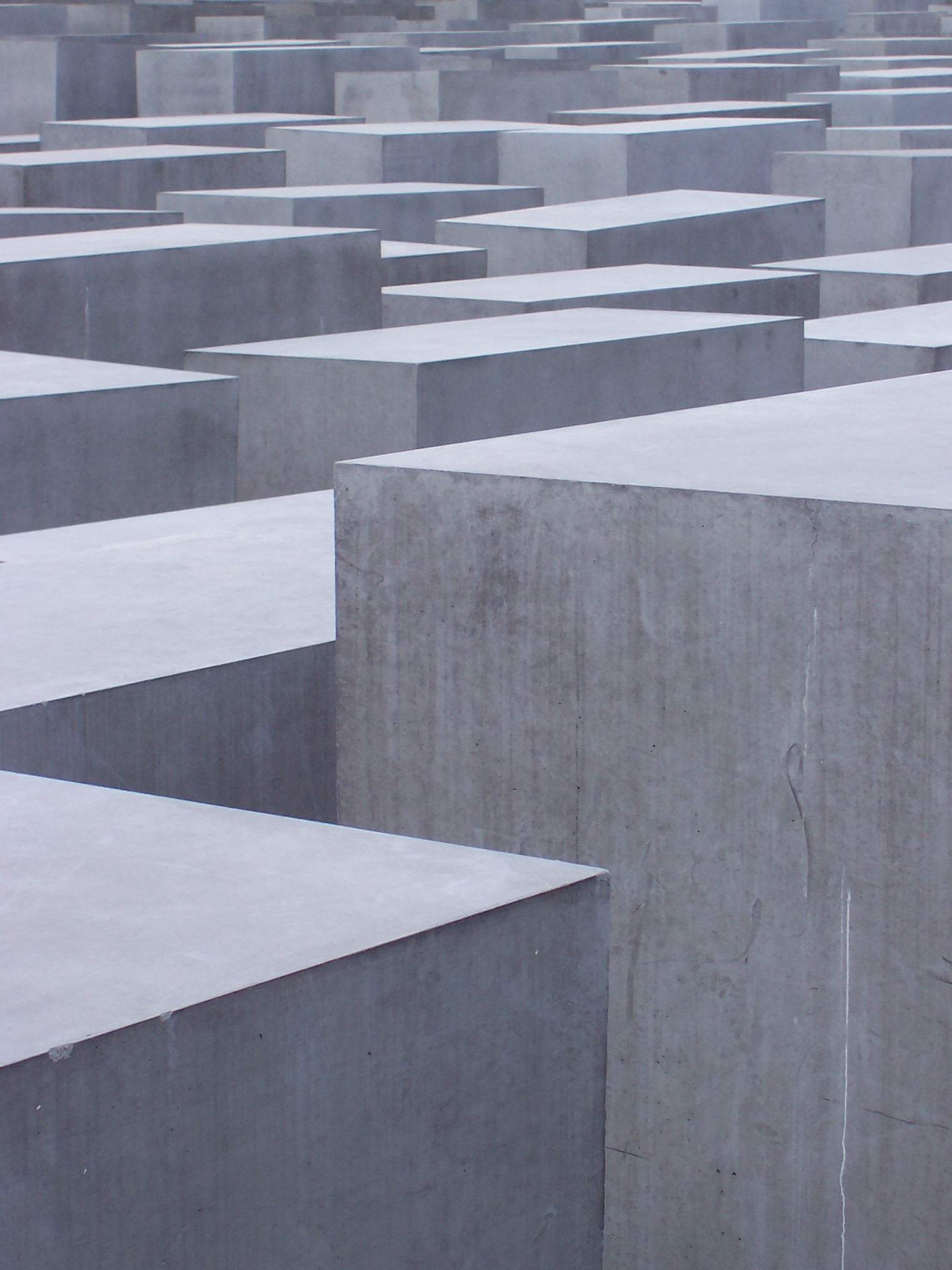
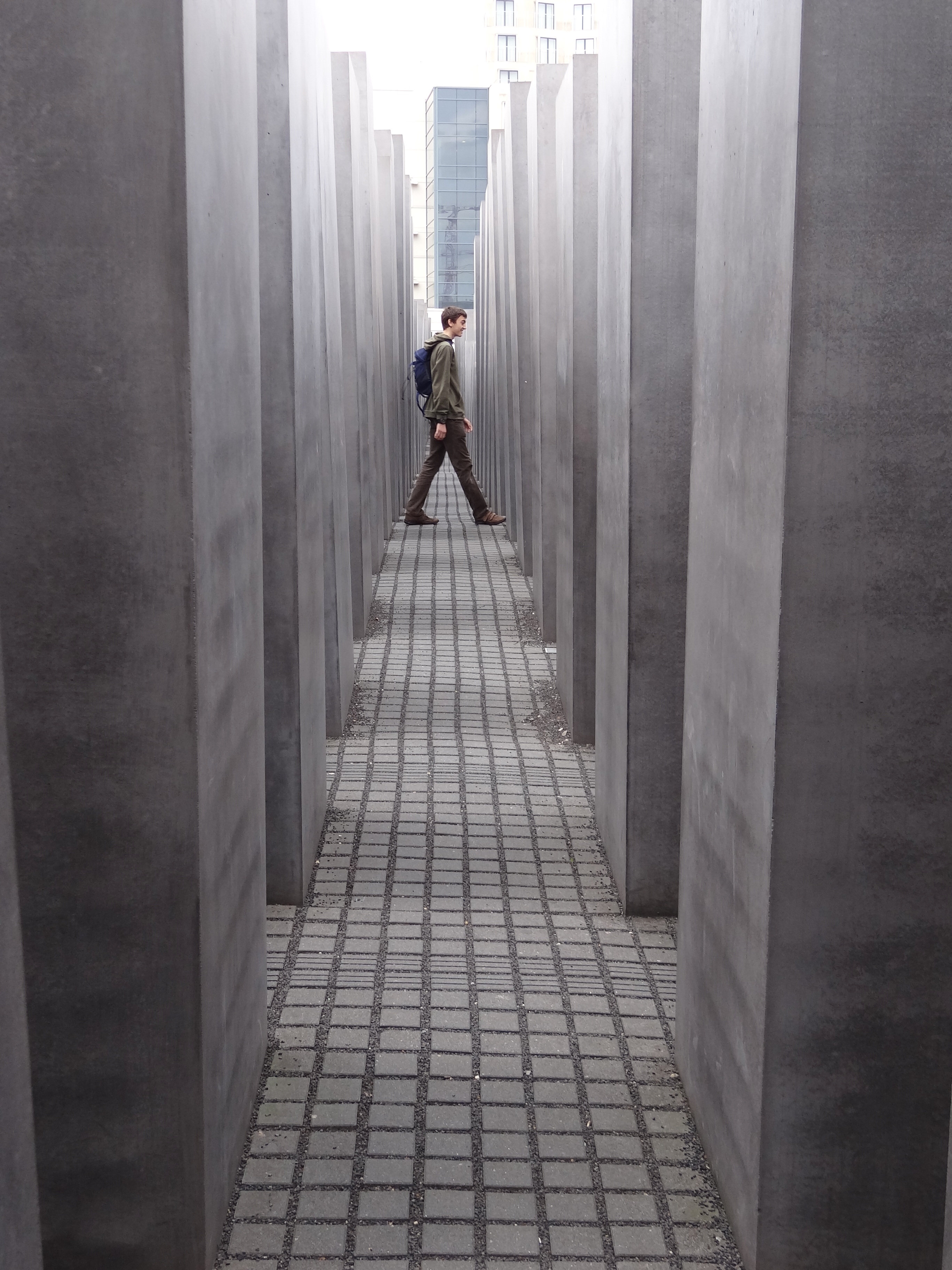